# Сульфид палладия(II)
Сульфид палладия(II) — неорганическое соединение,
соль металла палладия и сероводородной кислоты с формулой PdS,
тёмно-коричневые кристаллы,
не растворяется в воде.

## Получение
- Прямое взаимодействие чистых веществ при нагревании:

{\displaystyle {\mathsf {Pd+S\ {\xrightarrow {T}}\ PdS}}}
- Разложение сульфида палладия(IV) при нагревании:

{\displaystyle {\mathsf {PdS_{2}\ {\xrightarrow {600^{o}C}}\ PdS+S}}}
- Пропускание сероводорода через раствор соли палладия:

{\displaystyle {\mathsf {PdCl_{2}+H_{2}S\ {\xrightarrow {}}\ PdS\downarrow +2HCl}}}

## Физические свойства
Сульфид палладия(II) образует тёмно-коричневые кристаллы
тетрагональной сингонии,
пространственная группа P 42/m,
параметры ячейки a = 0,6429 нм, c = 0,6611 нм, Z = 8.
Не растворяется в воде, соляной кислоте, растворах сульфидов.